# 龍啓瑞

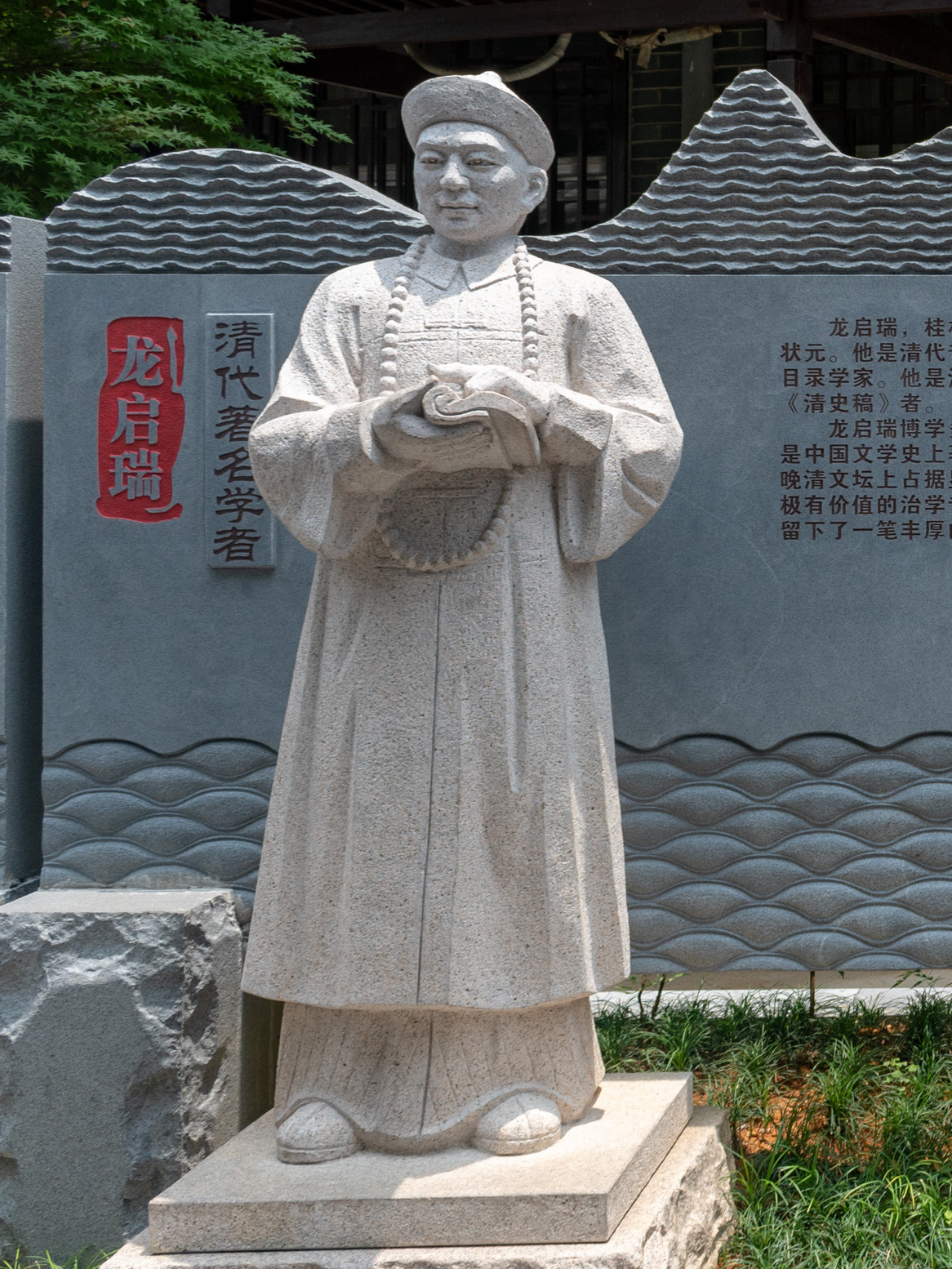
龙启瑞雕像

龍啓瑞（1814年—1858年），字辑五，號翰臣，廣西臨桂縣人，清朝政治人物。

## 生平
道光二十一年（1841年）狀元。授翰林院修撰。歷任順天鄉試同考官、廣東鄉試同考官、湖北學政等，官至江西布政使。

## 著作
著有《爾雅經注集證》、《經德堂文集》。

## 延伸阅读
[在维基数据编辑]
 《清史稿·卷482》，出自趙爾巽《清史稿》
 在维基共享资源阅览影像